# Chrysler PT Cruiser
Chrysler PT Cruiser je automobil retro dizajna koji se proizvodi od 2001. godine, a dostupan je kao karavan i kabriolet. PT Cruiser predstavlja modernu interpretaciju Chryslera Airflowa dok komponente dijeli s modelom Neon.
2001. PT Cruiser je osvojio titulu sjevernoameričkog automobila godine, a iste godine bio je i na popisu deset najboljih automobila na tržištu po izboru časopisa Car and Driver. Od 2004. PT Cruiser je dostupan i u kabrioletskoj inačici. 
Na našem tržištu karavanska inačica PT Cruisera je dostupna s tri benzinska i jednim dizelskim motorom, a kabrioletsku je moguće naručiti samo s dva 2.4-litrena benzinska motora.
- 1.6 - benzinski sa 116 KS

- 2.2 CRD - dizelski sa 121 KS
- 2.4 - benzinski sa 143 KS
- 2.4 Turbo - benzinski s 223 KS
- 2.0 - benzinski sa 104 KS